# Atletika na Mediteranskim igrama 2013.
Atletika na Mediteranskim igrama 2013. održavala se od 26. do 29. lipnja. Hrvatski sportaši osvojili su tri zlatne i jednu srebrenu medalju.

## Kalendar
| ● | Natjecanja | ● | Finala |

| Datum |    |    |    |    |    |    |    |    |    |    |    |    |
| 18    | 19 | 20 | 21 | 22 | 23 | 24 | 25 | 26 | 27 | 28 | 29 | 30 |
|       |    |    |    |    |    |    |    | ●  | ●  | ●  | ●  |    |

## Osvajači odličja

### Muškarci
| Disciplina        | Zlato                                                                 | Srebro                                                                                    | Bronca                                                                                |
| 100 m             | Emmanuel Biron Francuska                                              | Ramil Guliyev Turska                                                                      | Michael Tumi Italija                                                                  |
| 200 m             | Lykourgos Tsakonas Grčka                                              | Ramil Guliyev Turska                                                                      | Sergio Ruiz Serrano Španjolska                                                        |
| 400 m             | Matteo Galvan Italija                                                 | Anas Beshr Egipat                                                                         | Mame-Ibra Anne Francuska                                                              |
| 800 m             | İlham Tanui Özbilen Turska                                            | Samir Jamaa Maroko                                                                        | Mohamed Ahmed Hamada Egipat                                                           |
| 1.500 m           | İlham Tanui Özbilen Turska                                            | Yassine Bensghir Maroko                                                                   | Imad Touil Alžir                                                                      |
| 5.000 m           | Rabah Aboud Alžir                                                     | Othmane El Goumri Maroko                                                                  | Aziz Lahbabi Maroko                                                                   |
| 10.000 m          | Polat Kemboi Arıkan Turska                                            | Aziz Lahbabi Maroko                                                                       | Soufiyan Bouqantar Maroko                                                             |
| Polumaraton       | Ahmed Baday Maroko                                                    | Ruggero Pertile Italija                                                                   | Wissam Hosni Tunis                                                                    |
| 110 m prepone     | Konstadinos Douvalidis Grčka                                          | Thomas Martinot-Lagarde Francuska                                                         | Othman Hadj Lazib Alžir                                                               |
| 400 m prepone     | Emir Bekrić Srbija                                                    | Miloud Rahmani Alžir                                                                      | Hugo Grillas Francuska                                                                |
| 3.000 m prepone   | Amor Ben Yahia Tunis                                                  | Tarık Langat Akdağ Turska                                                                 | Hamid Ezzine Maroko                                                                   |
| štafeta 4 x 100 m | Italija Simone Collio Davide Manenti Jacques Riparelli Michael Tumi   | Grčka Efthymios Stergioulis Christos Kalamaras Emmanouil Paterakis Panagiotis Andreadis\| | Turska Ismail Aslan Ferhat Altunkalem İzzet Safer Umutcan Emektas                     |
| štafeta 4 x 400 m | Italija Lorenzo Valentini Isalbet Juarez Michele Tricca Matteo Galvan | Turska Mehmet Guzel Bugrahan Kocebeyoglu Halit Kilic Yavuz Can                            | Grčka Dimitrios Gravalos Petros Kyriakidis Periklis Iakovakis Konstantinos Nakopoulos |
| Skok u dalj       | Louis Tsatoumas Grčka                                                 | Georgios Tsakonas Grčka                                                                   | Emanuele Catania Italija                                                              |
| Troskok           | Daniele Greco Italija                                                 | Dimitrios Tsiamis Grčka                                                                   | Fabrizio Schembri Italija                                                             |
| Skok u vis        | Konstadinos Baniotis Grčka                                            | Silvano Chesani Italija                                                                   | Fabrice Saint-Jean Francuska                                                          |
| Skok s motkom     | Giuseppe Gibilisco Italija                                            | Kévin Menaldo Francuska                                                                   | Giorgio Piantella Italija                                                             |
| Bacanje kugle     | Borja Vivas Španjolska                                                | Marin Premeru Hrvatska                                                                    | Hamza Alić Bosna i Hercegovina                                                        |
| Bacanje diska     | Martin Marić Hrvatska                                                 | Ercüment Olgundeniz Turska                                                                | Danijel Furtula Crna Gora                                                             |
| Bacanje kladiva   | Mostafa Elgamal Egipat                                                | Hassan Abdelgawad Egipat                                                                  | Nicola Vizzoni Italija                                                                |
| Bacanje koplja    | Lykourgos Tsakonas Grčka                                              | Ihab Abdelrahman Egipat                                                                   | Fatih Avan Turska                                                                     |

### Žene
| Disciplina        | Zlato                                                                                    | Srebro                                                                            | Bronca                                                            |
| 100 m             | Ilenia Draisci Italija                                                                   | Estela Garcia Španjolska                                                          | Eleni Artymata Cipar                                              |
| 200 m             | Eleni Artymata Cipar                                                                     | Libania Grenot Italija                                                            | Nimet Karakuş Turska                                              |
| 400 m             | Chiara Bazzoni Italija                                                                   | Maria Benedicta Chigbolu Italija                                                  | Agnès Raharolahy Francuska                                        |
| 800 m             | Ilenia Draisci Italija                                                                   | Estela Garcia Španjolska                                                          | Eleni Artymata Cipar                                              |
| 1.500 m           | Siham Hilali Maroko                                                                      | Luiza Gega Albanija                                                               | Tuğba Koyuncu Turska                                              |
| 5.000 m           | Christine Bardelle Francuska                                                             | Silvia Weissteiner Italija                                                        | Elena Romagnolo Italija                                           |
| 10.000 m          | Kenza Dahmani Alžir                                                                      | Elvan Abeylegesse Turska                                                          | Souad Ait Salem Alžir                                             |
| Polumaraton       | Valeria Straneo Italija                                                                  | Souad Ait Salem Alžir                                                             | Ummu Kiraz Turska                                                 |
| 20 km hodanje     | Eleonora Anna Giorgii Italija                                                            | Raquel Gonzales Campos Španjolska                                                 | Antigoni Drisbioti Grčka                                          |
| 110 m prepone     | Marzia Caravelli Italija                                                                 | Veronica Borsi Italija                                                            | Marina Tomić Slovenija                                            |
| 400 m prepone     | Eleonora Anna Giorgii Italija                                                            | Raquel Gonzales Campos Španjolska                                                 | Antigoni Drisbioti Grčka                                          |
| štafeta 4 x 100 m | Italija Audrey Alloh Ilenia Draisci Jessica Paoletta Micol Cattaneo                      | Cipar Paraskevi Andreou Anna Ramona Papaioannou Dimitra Kyriakidou Eleni Artymata | Grčka Maria Gatou Agni Derveni Olympia Petsoudi Grigoria Keramida |
| štafeta 4 x 400 m | Italija Maria Enrica Spacca Elena Maria Bonfanti Maria Benedicta Chigbolu Chiara Bazzoni | Turska Saliha Ozyurt Birsen Engin Sema Apak Derya Yildirim                        |                                                                   |
| Skok u dalj       | Nektaria Panayi Cipar                                                                    | Nina Kolaric Slovenija                                                            | Tania Vicenzino Italija                                           |
| Troskok           | Athanasia Perra Grčka                                                                    | Snežana Rodič Slovenija                                                           | Baya Rahouli Alžir                                                |
| Skok u vis        | Ana Šimić Hrvatska Burcu Ayhan Yüksel Turska                                             |                                                                                   | Antonia Stergiou Grčka                                            |
| Skok s motkom     | Stella-Iro Ledaki Grčka                                                                  | Naroa Agirre Kamio Španjolska                                                     | Marion Buisson Francuska                                          |
| Bacanje diska     | Sandra Perković Hrvatska                                                                 | Dragana Tomašević Srbija                                                          | Hrisoula Anagnostopoulou Grčka                                    |
| Bacanje kladiva   | Jessika Guehaseim Francuska                                                              | Berta Castells Franco Španjolska                                                  | Silvia Salis Italija                                              |
| Bacanje koplja    | Martina Ratej Slovenija                                                                  | Tatjana Jelača Srbija                                                             | Noraida Bicet Španjolska                                          |
| Sedmoboj          | Yasmina Omrani Alžir                                                                     | Sofia Ifantidou Grčka                                                             | Serpil Kocak Turska                                               |

## Tablica odličja
Italija je s 13 zlatnih odličja zauzela prvo mjesto na tablici odličja.
      Zemlja domaćin (Turska)
| Plasman | Država              | Zlata | Srebra | Bronce | Ukupno |
| ------- | ------------------- | ----- | ------ | ------ | ------ |
| 1.      | Italija             | 13    | 5      | 9      | 27     |
| 2.      | Grčka               | 6     | 4      | 6      | 16     |
| 3.      | Turska              | 5     | 7      | 8      | 20     |
| 4.      | Francuska           | 4     | 2      | 5      | 11     |
| 5.      | Alžir               | 4     | 2      | 4      | 10     |
| 6.      | Maroko              | 3     | 7      | 3      | 13     |
| 7.      | Hrvatska            | 3     | 1      | 0      | 4      |
| 8.      | Cipar               | 2     | 1      | 1      | 4      |
| 9.      | Španjolska          | 1     | 5      | 2      | 8      |
| 10.     | Egipat              | 1     | 3      | 1      | 5      |
| 11.     | Slovenija           | 1     | 2      | 1      | 4      |
| 12.     | Srbija              | 1     | 2      | 0      | 3      |
| 13.     | Tunis               | 1     | 1      | 1      | 3      |
| 14.     | Albanija            | 0     | 1      | 0      | 1      |
| 15.     | Bosna i Hercegovina | 0     | 0      | 1      | 1      |
| 15.     | Crna Gora           | 0     | 0      | 1      | 1      |

## Vanjske poveznice
- Rezultati atletskih natjecanja